# Cal Ferrer de Viladelleva
Cal Ferrer de Viladelleva és un edifici del municipi de Callús (Bages) protegit com a bé cultural d'interès local.

## Descripció
Cal Ferrer fou construïda en moltes fases, a la façana de ponent hi veiem la juntura de dues edificacions. A la part de migjorn trobem un portal amb reixa de ferro que dona al gran pati de la masia. El material constructiu és la pedra, els sostres són de bigues de fusta i peces de ceràmica. La coberta és de teula antiga. A uns 15 metres de la casa, a sobre el camí de Viladelleva hi ha un forn de calç molt antic.

## Història
La casa de cal Ferrer de Viladellava és documentada des del s. XI. L'any 1025 es produeix la venda de terres a la família Montcada i l'any 1033 hi ha una donació d'un alou amb l'església de Santa Maria de Lleva, entre els germans Montcada. Es tracta de la propietat més gran del terme de Callús.